# Cryoréfrigérateur

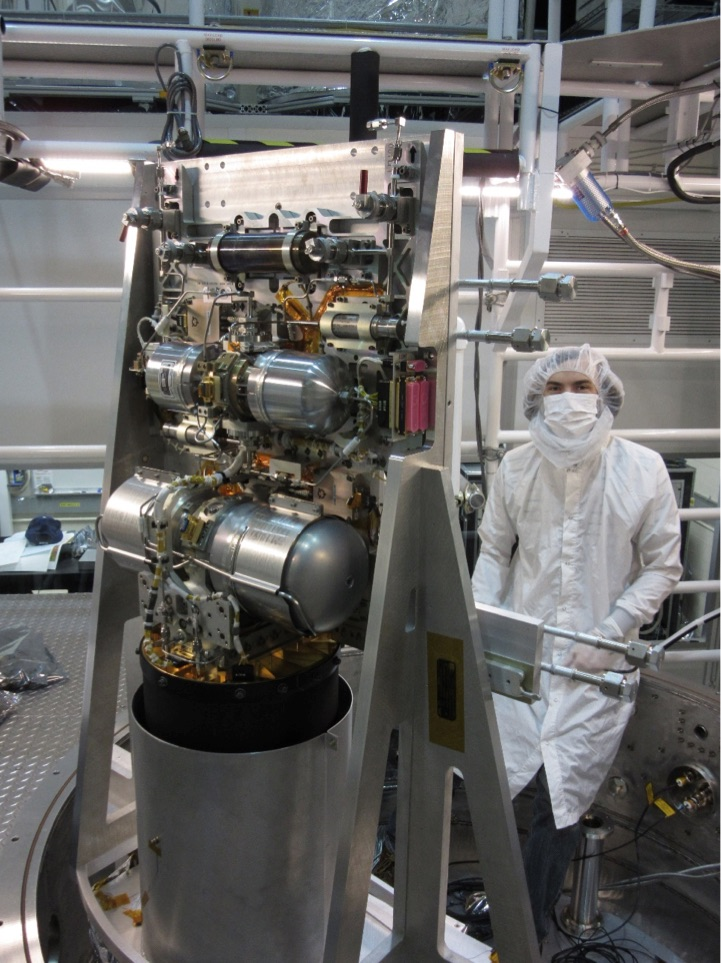
Les trois premiers étages du cryoréfrigérateur du spectro-imageur MIRI installé à bord du télescope spatial JWST. Ces étages utilisent des tubes à pulsation.

Un cryoréfrigérateur est un appareil utilisé pour refroidir son environnement à des températures extrêmement basses, dites cryogéniques c'est-à-dire inférieures à -150° Celsius. Plusieurs modes de fonctionnement existent mais la plupart reposent sur le même processus. Un cryoréfrigérant circule dans un circuit fermé pour absorber la chaleur de l'environnement pour le transférer à l'extérieur.  Le cryoréfrigérant utilisé est souvent de l'hydrogène ou de l'hélium. Les applications concernent la supraconductivité, les secteurs médical, automobile et aérospatial ainsi que les applications scientifiques dont le refroidissement de détecteurs d'observatoires terrestres ou spatiaux dans l'infrarouge ou des ondes plus longues. Les types de cryoréfrigérateurs les plus courants sont le refroidisseur Joule-Thomson, le refroidisseur Gifford-McMahon, le refroidisseur Stirling et le réfrigérateur à tube pulsé (en)
Pour atteindre des températures inférieures au kelvin, trois méthodes sont utilisées : la dilution, la réfrigération par évaporation et la désaimantation adiabiatique